# Ченуша
Ченуша (рум. Cenuşa) — село в Флорештском районе Молдавии. Наряду с сёлами Рошиетичи и Старые Рошиетичи входит в состав коммуны Рошиетичи.

## География
Село расположено на высоте 112 метров над уровнем моря.

## Население
По данным переписи населения 2004 года, в селе Ченуша проживает 935 человек (477 мужчин, 458 женщин).
Этнический состав села:
| Национальность | Число жителей | Процентный состав |
| -------------- | ------------- | ----------------- |
| молдаване      | 922           | 98,61             |
| русские        | 7             | 0,75              |
| украинцы       | 3             | 0,32              |
| румыны         | 1             | 0,11              |
| гагаузы        | 1             | 0,11              |
| прочие         | 1             | 0,11              |
| Всего          | 935           | 100 %             |